# Eiriz
Eiriz is een plaats (freguesia) in de Portugese gemeente Paços de Ferreira en telt 2123 inwoners (2001).